# ハンス＝ゲオルク・アッシェンバッハ
ハンス・ゲオルク・アッシェンバッハ（Hans-Georg Aschenbach、1951年10月20日 - ）は、東ドイツ、テューリンゲン州Brotterode出身の元スキージャンプ競技選手。1970年代に活躍した。

## プロフィール
1969年のヨーロッパジュニア選手権で優勝、1971年の東ドイツ選手権 で優勝した。
20歳で1972年の札幌オリンピックに選ばれたが70m級31位で90m級は出番が無かった。1972-1973シーズンのスキージャンプ週間で総合2位、同シーズンのスキーフライング世界選手権では優勝した。
翌1973-1974シーズンのジャンプ週間では総合優勝を果たし、1974年ノルディックスキー世界選手権では70m級、90m級ともに優勝して世界選手権史上2人目の2冠王となる。
1976年インスブルックオリンピックでは70m級金メダル、90m級8位。
現役引退後はスポーツ医学を修めて東ドイツチームのチームドクターを務めていたが、1988年チームに帯同して西ドイツへ遠征中に政治亡命する。
1989年、現役時代にドーピングをしていたこと（テストステロンとプロビオナートを服用していたという）を自白、1996年にはチームドクターとなった1983年以降は指導者としてドーピングを指導、当時のジュニアチームの選手全員にも服用させていたことを自白している。
助走フォームにおいて従来のフォアハンドスタイルと呼ばれる方法から、現在ほとんどの選手が実施しているバックハンドスタイルを最初に取り入れた選手である。大倉山・宮ノ森シャンツェで初めて飛んだ当初、アッシェンバッハスタイルとも呼ばれた。